# William Swan (missionnaire)
 (janvier 2023).
William Swan, né le 21 juin 1791 à Leven en Écosse, mort le 18 janvier 1866, est un missionnaire écossais en Sibérie et l'un des traducteurs de la Bible en mongol,,,.
La première venue de William Swan en Sibérie fut relativement fructueuse : il travaille alors avec Edward Stallybrass et Cornelius Rahmn, et prépare la Bible mongole. De Sibérie, il publie Letters on Missions en 1830 que le critique de livres de l'Imperial Magazine trouve édifiant, mais totalement dépourvu de toute trace de culture sibérienne. En 1831, Swan retourne en Grande-Bretagne pour publier la Bible mongole (Nouveau Testament imprimé) et pour visiter la Grande-Bretagne et il épouse Hannah Cullen. Cependant, lorsque le couple tente de retourner en Sibérie via Saint-Pétersbourg, Swan est arrêté et détenu jusqu'à la fin de 1833. Le gouvernement russe annule la mission protestante de Sibérie en 1840 et expulse un grand nombre de personnes, incluant les Swan .